# Menhir de la Pierre Folle (Bourgneuf-en-Retz)
Pour les articles homonymes, voir Pierre Folle.
Le menhir de la Pierre Folle est un menhir situé sur la commune de Bourgneuf-en-Retz, dans le département de la Loire-Atlantique.

## Historique
Pitre de Lisle ne le mentionne pas dans son inventaire détaillé des mégalithes du pays de Retz daté de 1882. Son identification serait donc assez tardive.

## Description
Le menhir est un bloc de quartz qui mesure 1,40 m de hauteur hors-sol pour une largeur à la base de 1,90 m et une épaisseur de 0,80 à 0,90 m. Au sommet, il comporte une fente en forme de « V » qui le divise en deux mamelons d'inégale hauteur. En juillet 1968, dans le cadre d'une étude sur le colmatage du Marais breton, Jean Mounès entreprit un sondage au pied du menhir. Des blocs de calage furent découverts à 1,85 m de profondeur, portant ainsi la longueur totale de la pierre à 3,25 m. Le menhir constitue ainsi un très bon témoin de la transgression flandrienne.
Aucun matériel archéologique n'a été recueilli à l'occasion de ce sondage hormis quelques tessons de poterie, probablement d'époque médiévale. A environ 1,55 m de profondeur, des ossements d'animaux (oiseau, tibia de porc, côté de bovidé) ont été découverts au pied du menhir, ils pourraient correspondre à des restes d'offrandes.